# Tsu
Tsu (津市, Tsu-shi) és la capital de la prefectura de Mie, a l'illa de Honshu, al Japó. Es troba a la badia d'Ise.
És una ciutat portuària i centre industrial, té indústries tèxtils i alimentàries i centre d'ensenyament superior.